# Pterolophia teocchii
Pterolophia teocchii là một loài bọ cánh cứng trong họ Cerambycidae.